# الهه (خواننده)
بهار غلامحسینی (۲ اردیبهشت ۱۳۱۳ – ۲۴ مرداد ۱۳۸۶) که با نام هنری الهه شناخته می‌شد، خوانندهٔ موسیقی سنتی و کلاسیک ایرانی بود. 

## زندگی
بهار غلامحسینی با نام هنری الهه در ۲ اردیبهشت ۱۳۱۳ در محلهٔ باغشاه تهران زاده شد. او از کودکی به خوانندگی علاقه داشت اما خانواده‌اش در آن زمان چندان به آوازخوانی دختر خود علاقه‌ای نداشتند؛ به همین جهت معمولاً به‌صورت پنهانی در اتاق برای خودش آواز می‌خواند. او در بهمن ۱۳۳۳ با خیرالله یگانه، از متمولین و روشنفکران آن زمان ازدواج کرد. همسرش که از یکی از خاندان‌های بزرگ و اصیل لر می‌بود از هنرش حمایت کرد و در موفقیتش سهم بسیار داشت. پس از چندی از طریق پرویز خطیبی به مجید وفادار معرفی شد که در همسایگی خانهٔ پدری الهه زندگی می‌کرد، سپس از طریق داوود پیرنیا وارد عرصهٔ موسیقی شد.

## زندگی هنری
الهه از شاگردان عبدالله دوامی، استاد بزرگ ردیف موسیقی ایران و غلامحسین بنان، از خوانندگان نامدار موسیقی سنتی ایران بود و در سن ۲۷ سالگی صدای او مورد توجه داوود پیرنیا، تهیه‌کنندهٔ برنامهٔ گل‌ها در رادیو ایران قرار گرفت که برنامهٔ اصلی موسیقی در رادیو به‌شمار می‌رفت و خاص موسیقی سنتی بود.

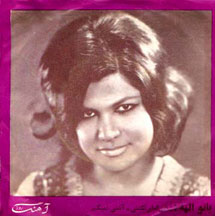
تصویر الهه بر روی کاور صفحه گرامافون

نخستین پخش رسمی صدای الهه با نام هنری پریچهر در برنامه ارکستر جاز رادیو تهران (رادیو بی‌سیم) در کنار منوچهر سخایی بود. وی سپس در سال ۱۳۳۴ هنگام بازی در فیلم آخرین شب با مجید وفادار آشنا و این آشنایی منجر به فعالیت این دو با یکدیگر شد. در سال ۱۳۳۶ نیز با همان نام هنری پریچهر در فیلم «مردی که رنج می‌برد» در کنار انوشیروان روحانی ظاهر شد ولی پس از آن با نام هنری الهه فعالیت خود را در رادیو ادامه داد.
الهه با اجرای ترانهٔ معروف «رسوای زمانه» که شعر آن را بهادر یگانه سروده بود با آهنگسازی همایون خرم در رادیو درخشید و به مدت پانزده سال از خوانندگان اصلی برنامهٔ گل‌ها بود. بسیاری از ترانه‌هایی که با صدای الهه اجرا شده از ساخته‌های همایون خرم است. از جمله مشهورترین اجراهای او خواندن ترانهٔ «از خون جوانان وطن لاله دمیده»، ساخته و سرودهٔ عارف قزوینی بود که روح‌الله خالقی آن را برای ارکستر بزرگ تنظیم کرد و با صدای الهه اجرا شد.
در سال‌های بعد الهه ترانه‌هایی نیز در قالب پاپ اجرا کرد، اما عمدتاً به‌عنوان خوانندهٔ سنتی مطرح بود. همچنین ترانهٔ «رفته» ساختهٔ همایون خرم یکی از ماندگارترین آهنگ‌های الهه است. وی نزدیک به پنجاه سال در عرصهٔ موسیقی ایران فعال بود و بیش از یکصد قسمت از مجموعهٔ قدیمی و مشهور برنامهٔ گل‌ها را در رادیو ایران اجرا کرد. او در طول فعالیت هنری‌اش بیش از ۷۰۰ ترانه اجرا کرد. الهه در بیشتر برنامه‌های موسیقی رادیوی زمان خود حضوری فعال داشته‌است.
الهه در طول دوران خوانندگی خود با آهنگسازانی چون پرویز یاحقی و همایون خرم، محمد عبدالصمدی، جواد لشکری ونیز تعداد زیادی از شاعران و ترانه‌سازان مشهور همکاری کرد.

### پس از انقلاب
با وقوع انقلاب در ایران که پخش برنامهٔ گل‌ها متوقف و خوانندگی زنان ممنوع شد، الهه ابتدا به لندن پیش فرزندانش و سپس به آمریکا مهاجرت کرد. وی در خارج از ایران گاهی به اجرای کنسرت می‌پرداخت و تنها آلبوم «ساقی» خود را در این زمان منتشر کرد، که یکی از قطعات معروف آن ترانه «رفته» می‌باشد. هرچند موسیقی سنتی ایران در خارج از ایران چندان مورد توجه نبود.

## درگذشت
الهه در اردیبهشت ۱۳۸۶ برای همیشه به ایران بازگشت. سرانجام به علت ابتلا به سرطان کبد، در روز چهارشنبه ۲۴ مرداد ۱۳۸۶ در بیمارستان پارسیان، تهران درگذشت.

## ترانه‌شناسی
- ترانه‌شناسی الهه